# Watch Dogs
Watch Dogs (estilizado como WATCH_DOGS) é uma série de jogos eletrônicos de ação-aventura desenvolvida e publicada pela Ubisoft. A série teve seu primeiro título lançado em 2014, e apresenta três jogos no total, sendo o mais recente Watch Dogs: Legion. Vários livros tie-in e uma minissérie de quadrinhos ambientados no universo dos jogos também foram publicados.
A jogabilidade nos jogos Watch Dogs se concentra em um mundo aberto onde o jogador pode completar missões para progredir em uma história geral, bem como se envolver em várias atividades paralelas. A maior parte da jogabilidade gira em torno de dirigir, atirar e furtividade, com ocasionais elementos de RPG e quebra-cabeças. Os jogos de Watch Dogs são ambientados em versões fictícias de cidades da vida real (Chicago, São Francisco e Londres), em diferentes momentos. A série é centrada em diferentes protagonistas hackers que, embora tenham objetivos diferentes a atingir, se envolvem com o submundo do crime de suas respectivas cidades. Os antagonistas geralmente são empresas corruptas, chefes do crime e hackers rivais que se aproveitam do ctOS (Central Operating System, sistema operacional central, em tradução livre), uma rede de computação fictícia que conecta todos os dispositivos eletrônicos de uma cidade em um único sistema e armazena informações pessoais da maioria dos cidadãos. O jogador também tem acesso ao ctOS, que pode ser usado para controlar vários dispositivos para auxiliá-los no combate ou na solução de quebra-cabeças.
A série teve um bom desempenho financeiro e crítico. Watch Dogs e Watch Dogs 2 venderam mais de 10 milhões de unidades cada.

## Jogos
| 2014 | Watch Dogs Watch Dogs: Bad Blood |
| 2015 |                                  |
| 2016 | Watch Dogs 2                     |
| 2017 |                                  |
| 2018 |                                  |
| 2019 |                                  |
| 2020 | Watch Dogs: Legion               |
| 2021 | Watch Dogs: Legion - Bloodline   |

### Watch Dogs(2014)
Situado em uma versão ficcional da Região Metropolitana de Chicago em 2013, o primeiro episódio da série segue o hacker e vigilante Aiden Pearce em busca de vingança após o assassinato de sua sobrinha. O desenvolvimento do jogo começou em 2009, com um orçamento de US$ 68 milhões. Watch Dogs é derivado de uma sequência potencial da série Driver que estava em desenvolvimento na Ubisoft Montreal coincidente com Driver: San Francisco na Ubisoft Reflections e foi lançado em 2011. Driver: San Francisco não teve um desempenho comercial forte, fazendo com que o jogo Driver em Montreal fosse retrabalhado em um jogo voltado para hacking, mas ainda incorporando os elementos de condução. Ubisoft Montreal foi o desenvolvedor líder de Watch Dogs, com suporte adicional fornecido por Ubisoft Reflections, Ubisoft Paris, Ubisoft Quebec e Ubisoft Bucharest. O jogo foi muito aguardado após sua revelação de gameplay na E3 2012, embora o jogo final, que foi acusado de downgrade gráfico, tenha gerado polêmica. O jogo foi lançado para Microsoft Windows, PlayStation 3, PlayStation 4, Xbox 360 e Xbox One em maio de 2014, e a versão de Wii U foi lançada em novembro de 2014. O jogo recebeu críticas gerais positivas, apesar das críticas dirigidas a certas questões técnicas, a discrepância na qualidade gráfica entre o marketing e o jogo real, narrativa e protagonista. Vendeu mais de 10 milhões de cópias até o final de 2014.
Um conteúdo adicional (DLC) para o jogo, intitulado Watch Dogs: Bad Blood, foi lançado em setembro de 2014. Estrelado por Raymond Kenney, um personagem principal da história do jogo base, como o protagonista jogável, a DLC adiciona dez missões de história, novos contratos de "Varredura de Ruas", bem como novas armas, equipamentos, missões secundárias e um carrinho de controle remoto.

### Watch Dogs 2(2016)
Ambientado em uma versão fictícia da Baía de São Francisco em 2016, Watch Dogs 2 segue a história do hacker Marcus Holloway, que é punido por um crime que não cometeu por meio do ctOS 2.0 e se junta ao o grupo de hackers DedSec em seus esforços para aumentar a consciência social sobre os perigos representados pelo ctOS 2.0 e expor a corrupção de seus criadores, a empresa Blume. Esta edição expandiu as opções multijogador do primeiro jogo e introduziu novas armas e dispositivos. Ao contrário de Watch Dogs, o jogo apresenta um tom muito mais vibrante e otimista. O jogo foi lançado em novembro de 2016 para Windows, PlayStation 4 e Xbox One. Ubisoft Montreal foi o desenvolvedor líder, com os estúdios da Ubisoft em Toronto, Paris, Bucareste, Kiev e Newcastle auxiliando no desenvolvimento. O jogo recebeu críticas gerais positivas após o lançamento, com os críticos geralmente considerando-o como uma melhoria em relação ao jogo original. Embora o jogo teve dificuldades para ser lançado comercialmente, mais de 10 milhões de unidades foram vendidas até 2020.
Vinte e cinco pacotes de conteúdos adicionais para Watch Dogs 2 foram lançados: o "Pacote de Conteúdo T-Bone", "Pacote de Conteúdo Política Corporal", "Sem Concessões", "Pacote de Acesso Root", "Pacote Psicodélico", "Pacote EliteSec", "Pacote Artista Urbano", "Pacote Black Hat", "Pacote Catador de Lixo", "Pacote Chuta Aí", "Pacote de Coragem, Determinação e Liberdade", "Pacote Cowboy de Veludo", "Pacote Detetive Particular", "Pacote Glam", "Pacote Guru", "Pacote Laboratório Frankenstein", "Pacote Pixel Art", "Pacote Poder Neon", "Pacote Punk Rock", "Pacote Retromodernista", "Pacote Salve Britannia", "Pacote Thrash da Bay Area", "Pacote Time Local", "Pacote Ubisoft", "ScoutXpedição". Todas as DLCs adicionaram novos itens ao jogo, incluindo pinturas, roupas, missões e muito mais.

### Watch Dogs: Legion(2020)
Situado dentro de uma representação ficcional de uma futurística e distópica da cidade de Londres, Watch Dogs: Legion segue a filial local da DedSec enquanto procuram limpar seus nomes após serem acusados de uma série de atentados terroristas. A DedSec também tenta libertar os cidadãos de Londres do controle de Albion, uma opressora empresa militar privada que transformou a cidade em um estado de vigilância após os bombardeios. O jogo apresenta um sistema de múltiplos personagens jogáveis, permitindo aos jogadores recrutar virtualmente qualquer NPC encontrado no mundo aberto do jogo. Cada personagem jogável tem suas próprias habilidades e experiências únicas, e podem ser perdidos permanentemente se os jogadores habilitarem a opção de morte permanente antes de iniciar um novo jogo. Existem várias maneiras de completar missões, dependendo de qual personagem jogável é selecionado. O jogo foi lançado para Windows, PlayStation 4, Xbox One e Stadia em 29 de outubro de 2020; As versões PlayStation 5 e Xbox Series X/S também foram disponibilizadas assim que os consoles foram lançados. Ubisoft Toronto liderou o desenvolvimento do jogo, com Clint Hocking servindo como seu diretor criativo. Legion recebeu críticas mistas; a maioria das críticas foi direcionada à falta de personalidade dos personagens jogáveis, dublagem pobre e desequilíbrio entre suas habilidades, bem como o mundo do jogo, direção, enredo e dificuldade inconsistente.
O modo multijogador online do jogo, que foi adiado de seu lançamento planejado em 3 de dezembro para março de 2021, permite que até quatro jogadores concluam missões cooperativas exclusivas, participem de vários modos de jogo competitivos ou simplesmente explorem Londres juntos. Os jogadores podem compartilhar a progressão entre os modos de jogador único e multijogador. Ambos os modos de jogo recebem atualizações regulares que adicionam novos conteúdos, como missões, personagens e habilidades. Os jogadores que possuem o passe de temporada para o jogo têm acesso a missões e personagens exclusivos (incluindo Mina Sidhu, que tem poderes de controle mental; Aiden Pearce, retornando do Watch Dogs original; Wrench, um personagem coadjuvante de Watch Dogs 2; e Darcy, um membro da Ordem dos Assassinos, como parte de um crossover não canônico com a franquia Assassin's Creed). Aiden e Wrench são apresentados em sua própria expansão de história intitulada "Watch Dogs: Legion - Bloodline", que foi lançada em 6 de julho de 2021.

## Elementos

### Jogabilidade
A série Watch Dogs faz parte de um gênero conhecido como sandbox. A série combina elementos de ação, aventura e jogabilidade veicular. O jogador pode vagar livremente pelo mundo virtual a pé ou usando veículos e fazer uso de uma variedade de armas e combates com base em combates. Atividades ilegais, como agressão a civis e policiais não-jogadores, irão instigar uma resposta proativa e geralmente letal de figuras autorizadas. No caso de morte, o jogador irá reaparecer perto da área onde foi morto.
Em cada jogo, o jogador assume o controle de um hacker, que pode invadir vários dispositivos eletrônicos conectados ao sistema ctOS fictício com seu smartphone no jogo. Enquanto a maioria das habilidades concedidas pelo ctOS são usadas para resolver quebra-cabeças, o jogador também pode usá-lo em mundo livre a qualquer momento para criar o caos e se divertir, como invadir semáforos ou colocar evidências falsas contra NPCs para que a polícia os prenda. Em cada jogo, o jogador pode subir de nível e desbloquear novas habilidades e dispositivos. Os jogos incorporam vários segmentos furtivos, onde o jogador deve tentar evitar ser detectado pelos inimigos e eliminá-los silenciosamente com armas não letais; se o jogador não permanecer sem ser detectado, eles ainda podem tentar matar todos os inimigos restantes, embora na maioria das vezes eles se encontrem encurralados. Em Watch Dogs 2, mais armas e gadgets de hacker foram introduzidos, como um taser e um quadricóptero.

### Contexto
Os jogos de Watch Dogs acontecem em versões fictícias de cidades da vida real que implementaram ctOS. Watch Dogs se passa na Região Metropolitana de Chicago, Watch Dogs 2 na Baía de São Francisco e Watch Dogs: Legion em Grande Londres. Enquanto os dois primeiros jogos acontecem durante os tempos modernos, Legion se passa em um "futuro próximo" (por volta de 2030), retratando avanços significativos em tecnologia.

## Outras mídias

### Livros
Um e-book, entitulado "Watch Dogs: Dark Clouds", feito por John Shirley como uma continuação do primeiro Watch Dogs, foi lançado em conjunto com o jogo. Uma minissérie de quadrinhos, Watch Dogs: Return to Rocinha, foi publicada pela Titan Comics em 2019; mais tarde foi fundido em um único livro. Dois romances prequela de Watch Dogs: Legion, Day Zero e Resistance Report, foram lançados antes do jogo.

### Adaptações
Em 2013, houve rumores de que uma adaptação cinematográfica do primeiro jogo Watch Dogs estava em desenvolvimento pela Ubisoft Motion Pictures, Sony Pictures Entertainment e New Regency. Em 2014, Paul Wernick e Rhett Reese foram contratados para escrever o filme. Em 2016, Engadget publicou um artigo afirmando que o filme ainda estava em desenvolvimento e que a Ubisoft planejava fazer adaptações em forma de filmes para todas as suas franquias. Embora uma adaptação cinematográfica da franquia mais popular da Ubisoft, Assassin's Creed, tenha sido lançada no mesmo ano, não houve notícias sobre os filmes de Watch Dogs desde então, e o projeto continua preso no inferno do desenvolvimento.
Em 2019, foi relatado que uma série animada de televisão baseada na série Watch Dogs estava em desenvolvimento.